# Parourapteryx
Parourapteryx är ett släkte av fjärilar. Parourapteryx ingår i familjen mätare.
Kladogram enligt Catalogue of Life:
| Parourapteryx | \| \| Parourapteryx sericea \| \| \| \| \| \| Parourapteryx sulphuraria \| \| \| \| |
|               | \| \| Parourapteryx sericea \| \| \| \| \| \| Parourapteryx sulphuraria \| \| \| \| |
|               | Parourapteryx sericea                                                               |
|               |                                                                                     |
|               | Parourapteryx sulphuraria                                                           |
|               |                                                                                     |